# Omar m'a tuer
Omar m'a tuer è un film del 2011 diretto da Roschdy Zem.
Il film, di produzione franco-marocchina, che tratta del caso Omar Raddad, è stato selezionato dal Marocco come film marocchino proposto per l'Oscar al miglior film straniero in vista dei Premi Oscar 2012 ed è riuscito a raggiungere il traguardo della "short-list" stilata a gennaio dei nove candidati per l'Oscar al miglior film straniero.